# X-4試驗機
诺斯罗普公司生产的X-4是一架小型双涡轮引擎飞机。这架飞机没有水平尾翼，控制倾斜和横滚的是升降舵与副翼的组合（这叫升降舵辅助翼）。一些空气动力学的研究人员希望通过去掉水平尾翼来解决高亚音速时的稳定性问题，因为这些问题是由机翼与水平尾翼之间的超音速激波引起的。但是这个目标最终没能实现。

## 研发
诺斯罗普公司共生产了两架X-4，但是第一架被发现有一些机械上的问题，于是这架飞机在完成了10次飞行后被拆解。拆解后的飞机被用于为第二架X-4提供备用零件。
1950年至1953年间，X-4在NACA的高速飞行研究局（即后来的爱德华空军基地）进行测试。在此期间，人们发现X-4的无水平尾翼的布局在速度接近音速时会暴露出内在的纵向稳定性问题。以当时的科技水平来看，人们认为无尾翼的飞机不适用于超音速飞行。
1940年代，人们认为去掉水平尾翼会避免机翼与安定装置之间的激波的干扰。这个干扰被认为是速度达到0.9马赫时产生的稳定性问题的原因。在X-4之前已经出现了两种无水平尾翼的飞机，即二战中德国的火箭飞机Me 163和战后英国的德哈维兰DH.108。1946年6月11日，美国陆军航空队与诺斯罗普公司签订了两架X-4的合同。诺斯罗普公司被选中的原因是它在设计飞翼方面有着丰富的经验，它曾经设计过N-1M，N-9M，XB-35和YB-49这些飞翼式飞机。
诺斯罗普公司最后制造出来的飞机很小巧，它只够容纳两具J30涡轮发动机，一个飞行员，基本仪器和可供45分钟使用的燃料。几乎所有保养工作都可以不用梯子或脚凳来完成。站在地面上的人可以很容易地看到座舱内部。这架飞机还有分裂开的副翼，可以当刹车用。

## 飞行历史

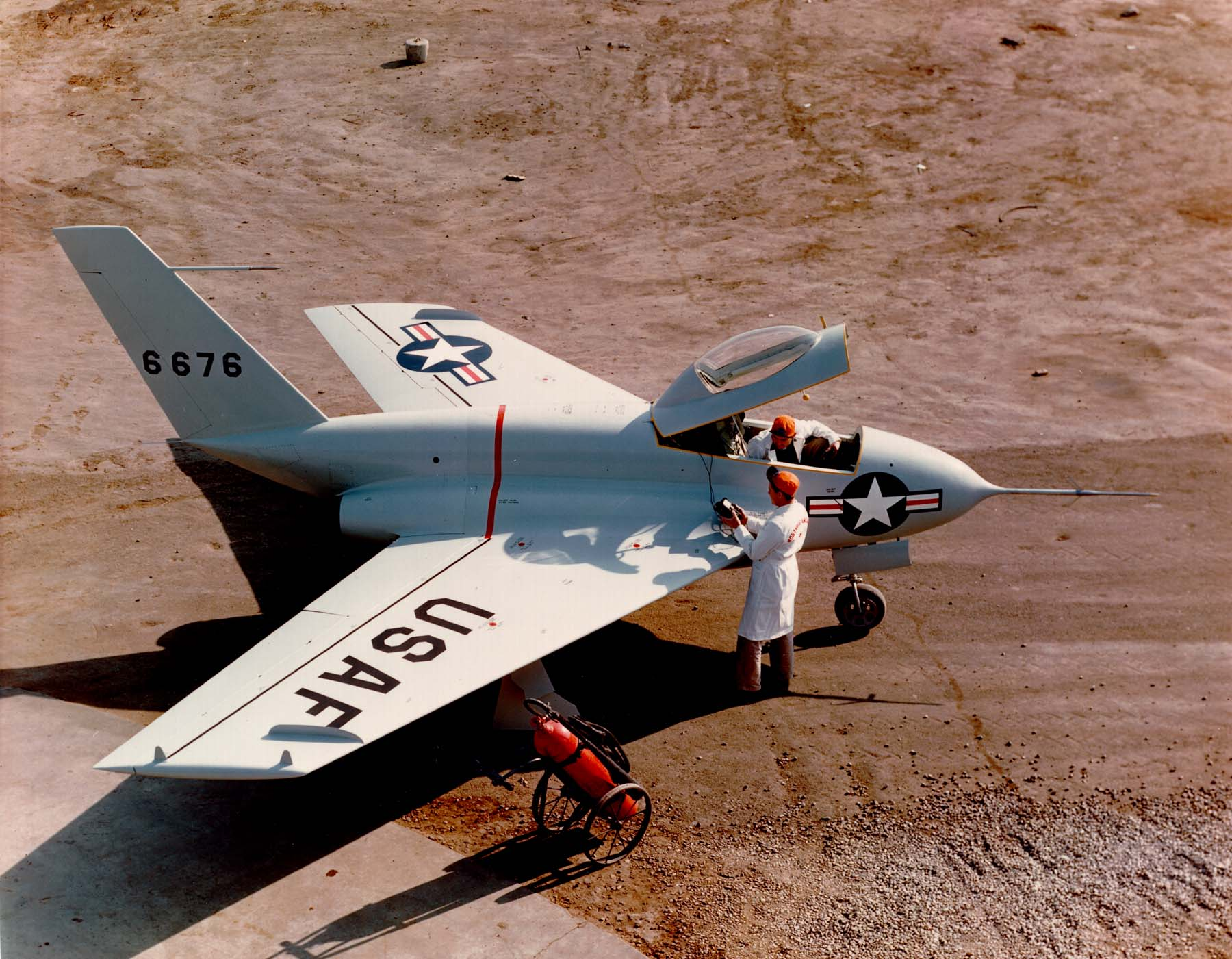
飞行前的准备

1948年11月，第一架X-4（编号46-676）被送到加利福尼亚州爱德华空军基地。1948年12月15日它完成了滑行测试与首飞，飞行员为诺斯罗普公司的试飞员Charles Tucker。冬天的降雨使爱德华空军基地很快就被淹没，之后的X-4试飞延迟到了1949年4月。第一架X-4被发现有机械故障，因此只完成了10次飞行。当时NACA试飞部门（即现在的德莱登飞行研究中心）的领导Walt Williams管这架飞机叫“柠檬”。第二架X-4（编号46-677）在试飞计划中断时被送达，这架飞机很快就被发现比第一架可靠得多。它一共完成了20次飞行。虽然如此，预定的飞行计划直到1950年2月才结束，这之后这两架飞机被送到美国空军和 NACA。第一架X-4再也没有飞过，它被用于为第二架X-4提供备用零件。
NACA让一些美国空军飞行员驾驶第二架X-4飞了几次。这些飞行员包括了：查克·叶格，Pete Everest，Al Boyd，理查德·约翰逊，Fred Ascani，Arthur Murray和Jack Ridley。这几次飞行都在1950年8月至9月间完成。第一次由NACA飞行员操纵的飞行是在1950年9月28日，由John Griffth驾驶。
NACA最初的测试是从1950年晚期至1951年5月，重点是要测试飞机对倾斜有多敏感。NACA飞行员Griffth 和Scott Crossfield说在飞机的速度达到0.88马赫时，飞机开始越来越剧烈地摆动，感觉就像在搓衣板上开车一样。越来越高的速度引起了一系列现象，包括机鼻向下倾斜。更糟的是，飞机好像要在三个轴上同时乱滚，这包括了左右倾斜，上下倾斜和横滚。随着速度的增加，这个现象越来越明显。这就是“惯性力偶”现象，一个对研究人员的主要挑战。
为了解决低稳定性的问题，工程师们决定增加副翼／辅助刹车后缘的厚度。两片副翼之间被放上了轻木条，使它们保持着5度的倾斜。换装增厚的副翼的X-4在1951年8月20日首飞，由NACA飞行员Walter Jones驾驶。10月由Scott Crossfield完成了第二次试飞。改进后的结果令人满意，Jones说X-4的性能得到了很大的改善，飞机在速度达到0.92马赫之前没有出现要乱翻的征兆。
在此之后，那些加装的轻木条被移除。之后X-4完成了许多次试飞，为的是获得降落时的数据。当刹车片打开时，升力-重力比被减少到低于3比1，这是为了获得将来的火箭飞机的有关数据。X-4的试飞一直进行到1951年10月，那时机翼油箱的泄漏使它不得不在地面进行大修，直到1952年3月降落测试得以继续进行。NACA飞行员Joe Walker，Stanley Butchard 和George Cooper也被选中来完成试飞任务。
增厚的副翼／刹车片的测试令人满意，于是轻木条又被重新安装到了副翼／刹车片和升降舵辅助翼上去。这之后的第一次飞行是在1952年5月19日，Jones担任飞行员。在这次飞行当中，有一个发动机坏掉了，备用的发动机直到8月才被送到。当测试恢复后，人们发现这个改进解决了上下摆动和左右倾斜的问题，而且将那个机鼻下坠的现象的发生时间从速度达到0.74马赫延迟到了速度达到0.91马赫。但是在速度超越0.91马赫时，X-4还是会任意翻滚。
在几年前，一位叫Taylor的试飞员说他驾驶着着X-4在一次俯冲中超越了音速。但是大量的测试说明，即使X-4真的有能力超越音速，它也只有在失去控制的情况下才会这样。
1953年5月，加装的轻木条再次被移除，人们开始研究X-4“副翼／刹车片和升降舵辅助翼”布局的稳定性。随后的测试中，担任飞行员的是Scott Crossfield 和John B. McKay。这是整个X-4计划中的最后一个项目，1953年9月29日，X-4完成了它的第81次也是最后一次在NACA的试飞。这两架飞机都存活了下来，第一架被送到科罗拉多斯普林斯的美国空军研究院，之后被送到爱德华空军基地。第二架X-4被送到Wright-Patterson空军基地的美国空军国家博物馆，这个地方在代顿（俄亥俄州）附近。第二架X-4现在仍在展出。
X-4最重要的贡献是证明了后掠翼且无水平尾翼的布局不适用于超音速飞行（尽管F7U“弯刀”式飞机成为了第一个应用这种布局的超音速飞机）。设计者们得以避免向这个错误的方向发展。在由电脑控制的电传操纵系统出现之后，这个布局才变得实用起来。在这之后应用了无水平尾翼或无垂尾布局的飞机有：X-36，“有蓝”，F-117和食肉鸟，尽管这些飞机在外观上与X-4有很大区别。在测试时，机翼设计的趋势已经开始朝三角翼和类三角翼方向发展，应用这种布局的飞机有：道格拉斯F4D，康维尔F-102A（由XF-92A改进而成），和“火神”式轰炸机。

## 数据
基本信息
- 机组：1

性能

## 外部連結
类似型号
- DH.108 Swallow
- Me 163